# Elektra vive ancora
Elektra vive ancora (Elektra Lives Again) è un romanzo a fumetti di Frank Miller e Lynn Varley pubblicato nel 1990 da Marvel Comics. È uno spin-off di Daredevil e ha come protagonista Elektra Natchios, la kunoichi ex fidanzata di Devil. Nel 1991 l'opera ha vinto l'Eisner Award e lo UK Comic Art Award per il miglior album grafico inedito.

## Trama
La storia si apre con Matt Murdock, in una nevosa New York, che si dirige in una chiesa per confessarsi. Al prete li rivela di un sogno che ha fatto su Elektra.
A casa Matt rifa lo stesso sogno, dove Elektra fugge da coloro che ha ucciso che si vogliono vendicare di lei. In contemporanea Matt ha delle visioni della setta segreta conosciuta come la "Mano", i quali vogliono uccidere Elektra, ma essa doveva già essere morta nella serie regolare. Una mattina Matt, va alla sua tomba e li viene aggredito dai ninja della "Mano", ma da sotto la neve esce Elektra che uccide i ninja. Tornato a casa Matt viene avvisato da Foggy che Bulleye è stato ucciso da un emissario della "Mano". Durante l'interrogatorio Matt cerca di resistere alla telepatia del sicario, provocandone la morte. Nel frattempo Elektra si è introdotta nell'obitorio per tagliare la testa al cadavere di Bullseye, ma viene attaccata e il cadavere viene trafugato. A casa Matt viene attaccato da due ninja, uno dei due uccide l'altro e scappa, ma Matt lo insegue fino a una chiesa dove la "Mano" riesce a resuscitare Bullseye. Arrivato alla chiesa Matt trova Elektra ferita e Bulleye vivo. Durante il combattimento Matt e Elektra subisco la peggio, ma alla fine grazie a una freccia di Matt Elektra riesce a uccidere Bullseye però morendo.
Dopo che Matt va all'ospedale per farsi medicare, torna alla chiesa per dar fuoco all'edificio con esso il corpo di Elektra e quello di Bullseye.